# Rocciamelone
El Monte Rocciamelone (en piamontés Rociamlon, en francés Rochemelon) es una cima de los Alpes italianos que mide 3.538 msnm.

## Geografía

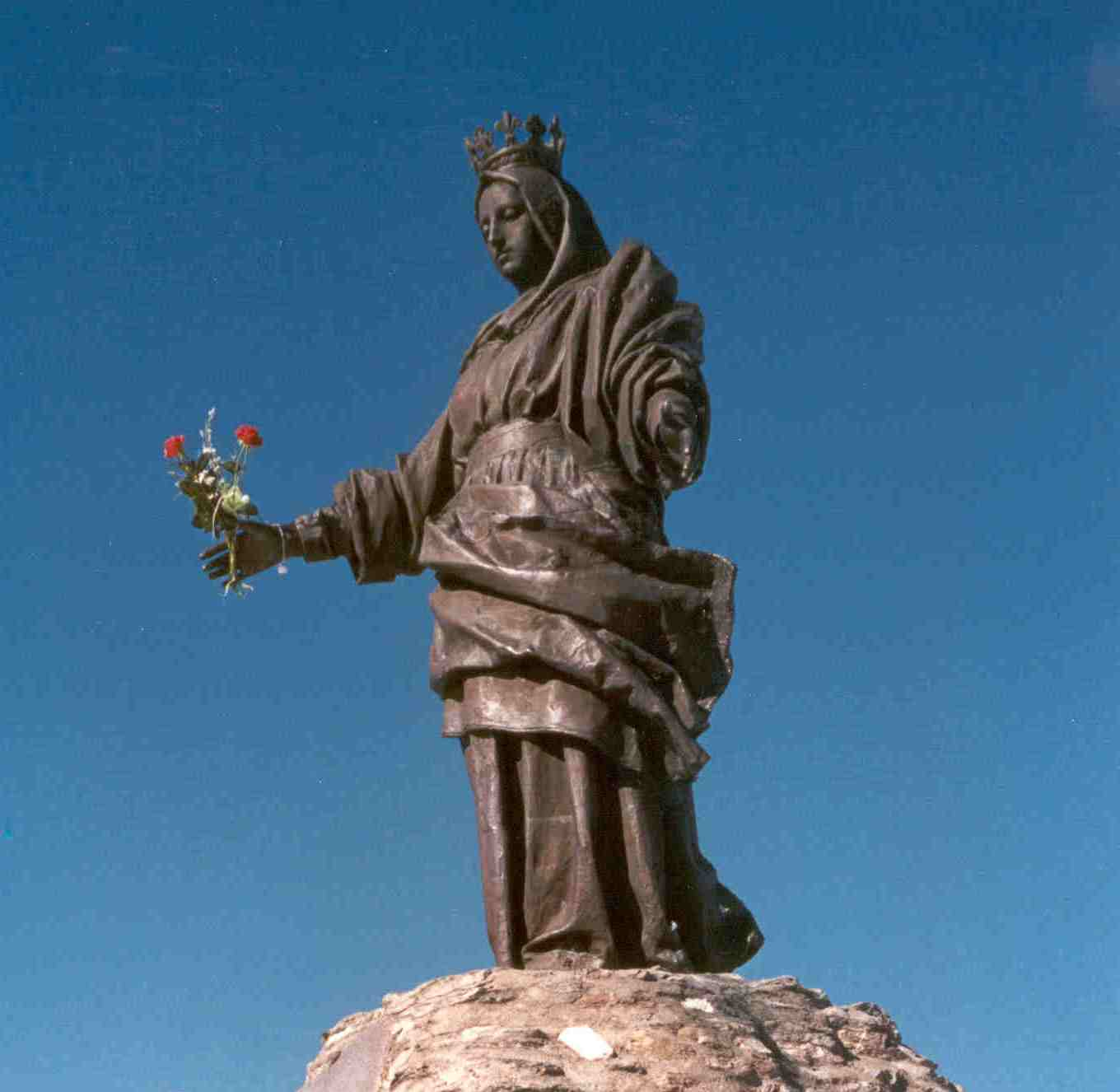
La estatua en la cima del monte.

La montaña se encuentra a lo largo de la divisoria de aguas entre el Valle de Susa y los Valles de Lanzo y cerca de la frontera Francia-Italia. 
La cumbre del monte es el trifinio entre los municipios de Mompantero, Novalesa y Usseglio.
Según la clasificación SOIUSA, el Rocciamelone pertenece:
- Gran parte: Alpes occidentales
- Gran sector: Alpes del noroeste
- Sección: Alpes Grayos
- Subsección: Alpes de Lanzo y de Alta Moriana
- Supergrupo: Rocciamelone-Charbonnel
- Grupo: Rocciamelone
- Subgrupo: Nodo del Rocciamelone
- Código: I/B-7.I-A.2.a

## Historia

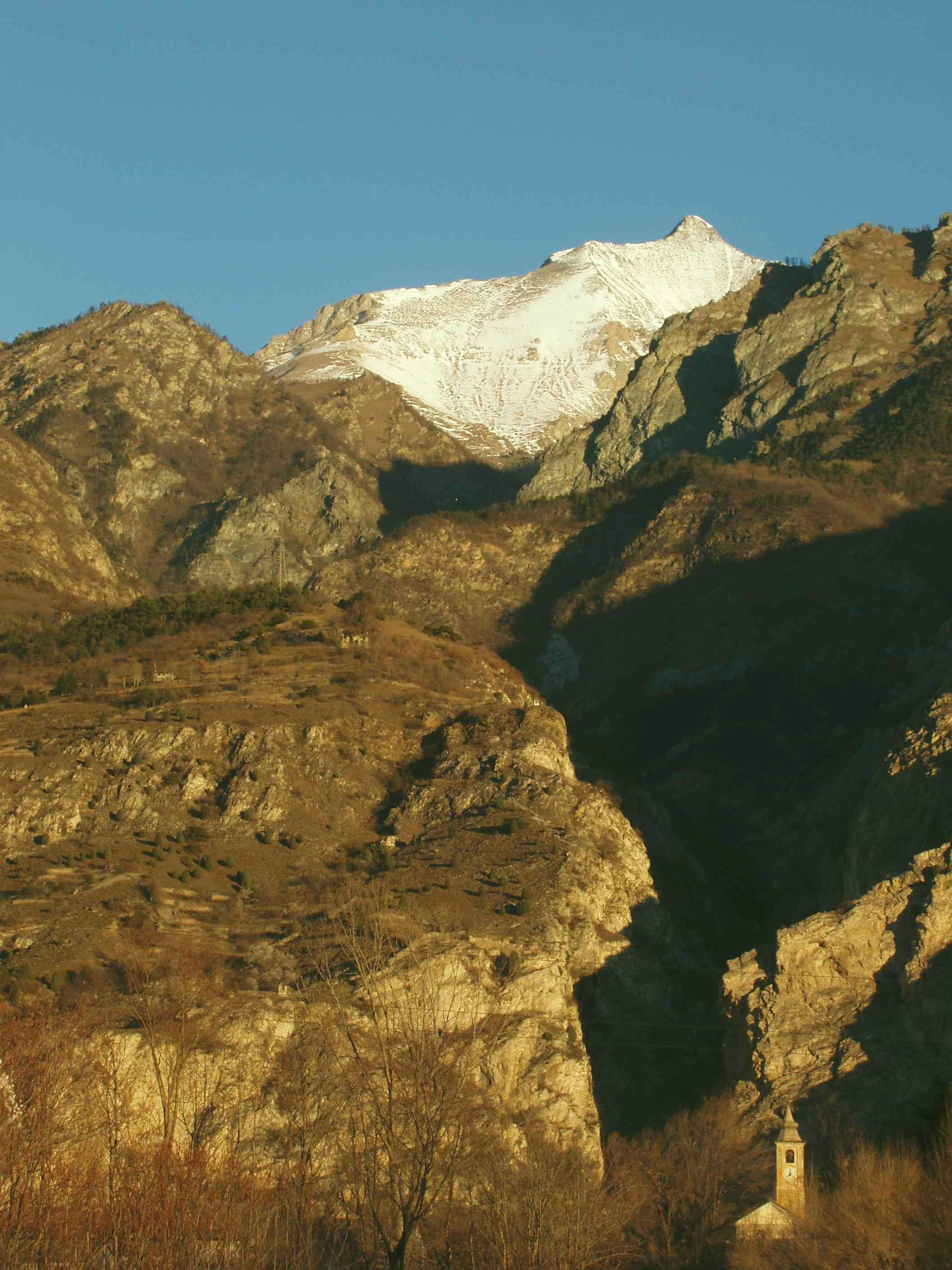
El Rocciamelone desde Foresto (Valle de Susa).

El Rocciamelone fue ascendido por vez primera el primer septiembre 1358 por Bonifacio Rotario d'Asti. Sobre la cima de la montaña hay un santuario mariano, el más alto de Europa, y una grande estatua en bronce de la Virgen construida en 1899.

## Ascenso a la cima
Escalar el Rocciamelone no es difícil, y puede utilizarse un sendero señalizado desde el Forte la Riposa (2.050 m).

## Protección de la naturaleza
Desde 2003 el Rocciamelone está protegido como Lugar de Importancia Comunitaria (nombre: Rocciamelone, código   IT1110039).